# İlham Tanui Özbilen
Pour les articles homonymes, voir Biwott.
Ilham Tanui Özbilen (né William Biwott Tanui le 5 mars 1990 à Kocholwo, au Kenya) est un athlète kényan naturalisé turc en 2011, spécialiste des courses de demi-fond.

## Carrière
Il se révèle durant la saison 2009 en établissant un nouveau record du monde junior du Mile à Oslo en 3 min 49 s 29. Il remporte en fin de saison 2009 le 1 500 m de la Finale mondiale d'athlétisme de Thessalonique en 3 min 35 s 04, devançant l'Américain Leonel Manzano et son compatriote Augustine Choge. Son record personnel sur la distance est de 3 min 31 s 70, réalisé le 10 juillet 2009 lors du meeting Golden Gala de Rome.
Il obtient la nationalité turque en juin 2011 et change son nom en Ilham Tanui Özbilen. Le 7 août 2011, à Ninove, il bat le record de Turquie du 800 mètres en 1 min 44 s 25, améliorant de près de deux secondes sa meilleure marque.
En février 2012, il améliore son record personnel sur 1 500 mètres en salle : 3 min 34 s 76 à Karlsruhe le 12 février soit un record de Turquie, il réalise ensuite 3 min 35 s 26 à Liévin pour le Meeting du Pas-de-Calais. Il est élu troisième athlète européen du mois de février. À Istanbul, pour les Championnats du monde en salle, il remporte la médaille d'argent, confirmant un bon début de saison.

## Palmarès
| Date | Compétition                                        | Lieu          | Résultat | Épreuve |
| ---- | -------------------------------------------------- | ------------- | -------- | ------- |
| 2009 | Finale mondiale de l'IAAF                          | Thessalonique | 1er      | 1 500 m |
| 2012 | Championnats du monde en salle                     | Istanbul      | 2e       | 1 500 m |
| 2012 | Championnats d'Europe                              | Helsinki      | 6e       | 1 500 m |
| 2012 | Jeux olympiques                                    | Londres       | 8e       | 1 500 m |
| 2013 | Championnats d'Europe en salle                     | Göteborg      | 2e       | 1 500 m |
| 2013 | Championnats d'Europe par équipes                  | Gateshead     | 2e       | 800 m   |
| 2013 | Championnats d'Europe par équipes                  | Gateshead     | 1er      | 1 500 m |
| 2013 | Jeux méditerranéens                                | Mersin        | 1er      | 800 m   |
| 2013 | Jeux méditerranéens                                | Mersin        | 1er      | 1 500 m |
| 2014 | Championnats du monde en salle                     | Sopot         | 4e       | 1 500 m |
| 2015 | Championnats d'Europe en salle                     | Prague        | 2e       | 1 500 m |
| 2015 | Coupe d'Europe des clubs                           | Mersin        | 1er      | 1 500 m |
| 2015 | Championnats d'Europe par équipes (Première Ligue) | Heraklion     | 1er      | 800 m   |
| 2015 | Championnats d'Europe par équipes (Première Ligue) | Heraklion     | 1er      | 1 500 m |
| 2018 | Jeux méditerranéens                                | Tarragone     | 11e      | 1 500 m |

### Records
| Épreuve      | Épreuve             | Performance | Lieu            | Date |
| ------------ | ------------------- | ----------- | --------------- | ---- |
| En plein air |                     |             |                 |      |
| 800 m        | 1 min 44 s 25       | Ninove      | 6 août 2011     |      |
| 1 500 m      | 3 min 31 s 30       | Monaco      | 19 juillet 2013 |      |
| Mile         | 3 min 49 s 29 (WJR) | Oslo        | 3 juillet 2009  |      |
| En salle     |                     |             |                 |      |
| 1 500 m      | 3 min 34 s 76       | Karlsruhe   | 12 février 2012 |      |